# مسجد كامبونج سنغكاراي
مسجد كامبونج سنغكاراي أو قاعة العبادة كامبونج سنغكاراي يقع مركز العبادة أو المسجد في منطقة كامبونج سنغكاراي، والتي تبعد حوالي كيلومتر واحد فقط من بيكان توتونج في بروناي، تم بناء قاعة العبادة في شهر مارس من عام 1981، على موقع أرض مساحتها 0.25 فدان، واكتمل البناء في شهر يونيو حزيران من عام 1981، وبلغت نفقات البناء 26،550.23 دولار وهي حصيلة التبرعات العامة .
يمكن لقاعة العبادة أو المسجد أن تستوعب 450 مصلي في وقت واحد.